# Hermann Ottomar Herzog

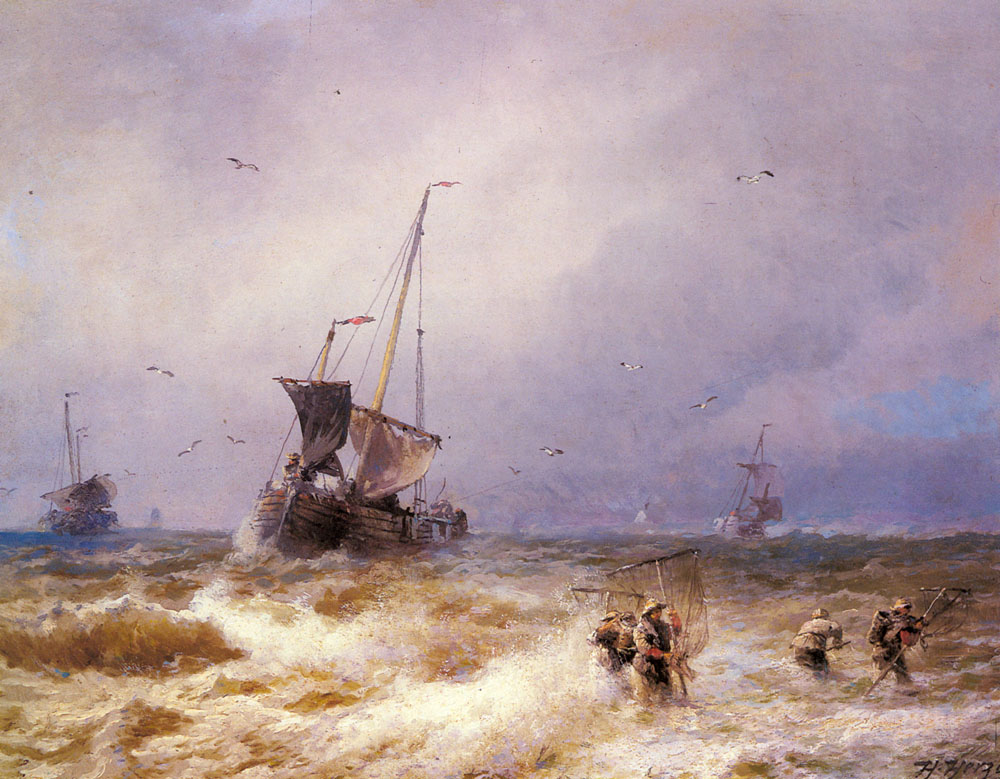
Fishing Scenes

Hermann Ottomar Herzog (ur. 15 listopada 1832 w Bremie w Niemczech, zm. 6 lutego 1932 w Filadelfii) – amerykański malarz pejzażysta niemieckiego pochodzenia.

## Życiorys
W wieku 17. lat podjął studia w Akademii w Düsseldorfie. W 1855 odbył podróż po Norwegii, która wpłynęła na jego całą karierę artystyczną. Herzog szybko osiągnął sukces, był protegowanym kilku europejskich rodzin królewskich, w tym królowej Wiktorii i wielkiego księcia Aleksandra, późniejszego cara Rosji. Jego romantyczne krajobrazy ceniono za dynamiczny realizm i silne efekty świetlne. Wystawiał w m.in. paryskim Salonie i Londynie.
W 1860 osiadł w Filadelfii, wiele podróżował po Stanach Zjednoczonych zwiedził m.in. dolinę rzeki Hudson, Yosemite, Wyoming i Oregon. Wzdłuż zachodniego wybrzeża dotarł do Coronado Island, w pobliżu granicy z Meksykiem. Jego prace z tego okresu kojarzono z Hudson River School, chociaż są bardziej realistyczne i mniej dramatyczne niż na przykład dzieła Frederica Churcha czy Alberta Bierstadta.
Herzog wiele wystawiał m.in. w Pennsylvania National Academy, na Wystawie Stulecia w Filadelfii w 1876 otrzymał brązowy medal. Do końca długiego życia zachował aktywność, pozostawił po sobie ponad 1000 obrazów.